# Frank H. Stillinger
Frank Henry Stillinger  (* 15. August 1934 in Boston) ist ein US-amerikanischer Chemiker, der sich mit Physikalischer Chemie befasst.
Stillinger studierte an der University of Rochester mit dem Bachelor-Abschluss 1955 (bei Frank P. Buff) und wurde 1958 an der Yale University bei John G. Kirkwood promoviert (er hörte auch bei Lars Onsager). Er war von 1959 bis 2001 an den Bell Laboratories. Nachdem er schon 1996 Gastwissenschaftler an der Princeton University war, ist er dort seit 2003 Senior Scientist.
Er befasste sich ab den 1960er Jahren mit der Struktur von Flüssigkeiten, speziell Wasser und wässrigen Lösungen, mit Molekulardynamik-Simulationen, beginnend 1967/68 mit der Konstruktion eines effektiven Potentials zwischen Wassermolekülen mit Arieh Ben Naim. Dabei arbeitete er mit Aneesur Rahman zusammen und später mit Thomas A. Weber, mit dem er das Stillinger-Weber-Potential für Silizium entwickelte (1985).
Er befasst sich auch mit Phasenübergängen, der Struktur und Kinetik metastabiler Materialien wie Glas, spontanem Bruch der chiralen Symmetrie bei Molekülen mit Anwendung auf die chemischen Vorgänge bei Entstehung des Lebens, fundamentalen Fragen der Quantenchemie, geometrischen Aspekten von Packungsproblemen.

## Ehrungen und Mitgliedschaften
- 1978 Elliott Cresson Medal
- 1986 Joel Henry Hildebrand Award der ACS
- 1989 Irving Langmuir Award
- 1992 Peter Debye Award
- 2002 Lars Onsager Lecture and Professorship
- 2013 American Chemical Society Award in Theoretical Chemistry

Er ist seit 1984 Mitglied der National Academy of Sciences und wurde 1963 Fellow der American Physical Society und 2003 der American Association for the Advancement of Science.